# سليمان بن عبد الرحمن
سليمان بن عبد الرحمن الداخل (127 هـ - 184 هـ) أكبر أبناء الأمير عبد الرحمن الداخل مؤسس الدولة الأموية في الأندلس، وواليه على جيان ثم على طليطلة.
ولد سليمان في الشام على الأرجح في فترة حكم مروان بن محمد وتوفيت أمه بعد ولادته بأيام قليلة بالحمى، فكانت تربيته في بداية عمره على يد عمته أم الأصبغ.عندما أعلن العباسيون دولتهم وظهروا على الدولة الأموية خرج أبوه عبد الرحمن الداخل وأخته أم الأصبغ وخادمه بدراً وبعض خدم أم الأصبغ ومعهم سليمان إلى الشام حيث يتواجد إخوة عبد الرحمن الوليد وأبان وطلب منهما الخروج معهم إلى عدوة المغرب ومن ثم إلى الأندلس لينجوا جميعا من بطش بنى العباس إلا أن أبان بن معاوية أخيه رفض وأعطاه إبنه عبيدة ليرعاه ورفض الخروج هرباً, فخرج عبد الرحمن بأخوه الوليد واخته ومن معهم إلى حدود الشام حتى يتهيأالوقت المناسب للخروج، فأصاب عبد الرحمن الرمد في عينيه ولزم الدار التي اختبأوا بها حتى أتاه سليمان وكان صغيراً ابن 4 أو 5 سنوات وأشار إلى اللون الأسود الذي ربط به عبد الرحمن عينيه فعرف من هذه الإشارة أن أصحاب الرايات السوداء(العباسيين) قد أتوا فآخذ بعض الأموال وهرب وترك سليمان مع عمته لعلمه أنهم لا يقتلون النساء والأولاد ووعدهم بلقائهم حين تسنح الفرصة (وكان ينوى الأندلس) , وبالفعل تلاقى مع ولده سليمان بعد ظهوره في الأندلس على الأرجح عام 143هـ وكان قد بلغ مبلغ الشباب وقد أتى مع عمه الوليد وإبنه المغيرة وابن عمه الآخر عبيدة بن أبان بن معاوية وعاش في كنف أبيه فترة شبابه، ولكنه لم يكن على نفس قدر أخيه الصغير هشام الرضا من حب التعلم وملازمة أبيه فتجاوزه أبوه حين أوصى عند وفاته بولاية العهد إلى أخيه الأصغر هشام، الذي كان حينها واليًا على ماردة، وكلّف ابنه عبد الله بأخذ البيعة لأخيه بعد وفاته إلى أن يصل إلى قرطبة من ولايته. لم يرض سليمان بولاية أخيه هشام، فدعا لنفسه في طليطلة التي كان والده قد ولاه عليها، ثم سرعان ما لحق أخاه عبد الله البلنسي بسليمان في طليطلة. فبعث هشام بجيش إلى طليطلة لإخماد ثورتيهما، وهزمهما ففر سليمان إلى كورة تدمير، بينما عاد البلنسي إلى قرطبة طالبًا العفو من هشام، فعفا عنه. ثم بعث هشام بجيش بقيادة ولده معاوية، لمطاردة أخيه سليمان، فإضطر سليمان لطلب العفو والأمان، فاجابه هشام إلى ذلك على أن يعبر ببنيه إلى المغرب، ثم لحق به البلنسي لينتهي بذلك تمرد سليمان عام 174 هـ.
وفي عام 181 هـ، استغل سليمان وأخيه عبد الله وفاة أخيهما هشام وتولّي ابنه الحكم، فتسللا إلى الأندلس، وتواصلا مع الثائرين في الثغر الأعلى. استطاع سليمان بن عبد الرحمن جمع جموعًا ليحارب بها الحكم، وانضم إليه أخيه البلنسي، فأرسل لهما الحكم حملات هزمتهما في إستجة وجيان وإلبيرة، بين عامي 182 هـ - 184 هـ، وأُسر سليمان وجيء به إلى قرطبة، فأمر الحكم بقتله عام 184 هـ.